# マリオ・バスラー
マリオ・バスラー（Mario Basler、1968年12月18日 - ）は、ドイツ、ノイシュタット出身の元サッカー選手、サッカー指導者。選手時代のポジションは攻撃的ミッドフィルダー。愛称はファーストネームに準えた「スーパーマリオ」。

## 経歴
1994年のワールドカップ・アメリカ大会やUEFA欧州選手権1996にもドイツ代表として出場した。
ヴェルダー・ブレーメン時代の1995年にはブンデスリーガの得点王にも輝いた。
バイエルン・ミュンヘンに所属していた1998-99シーズンにはUEFAチャンピオンズリーグで決勝まで進出。決勝戦では自身のフリーキックで名手ピーター・シュマイケルの逆を突くゴールを決めるが、ロスタイムに逆転されチャンピオンズリーグ制覇を逃した（カンプ・ノウの奇跡）。
引退後は、正式なドイツサッカー協会の監督ライセンスを獲得しないまま指導者への道を進み始めるが（本人はライセンスは自分には必要無いと発言）、初の雇い先となった3部のクラブ（レーゲンスブルク）にて1年で解任された。その後はTuSコブレンツでコーチを、SVアイントラハト・トリーアで監督を歴任しているが、メディアを通しての様々な過激な発言により各地で問題を起こしているトラブルメーカーでもある。

## エピソード
- ビール好きで知られ、またインタビュー好きでもある。ただピッチの外では過激な発言も多く問題児と知られ、トラブルが絶えなかった。
- 現役時代から極度のヘビースモーカーで、「機内で喫煙が許可されないのなら国外遠征には帯同しない」と発言し、物議を醸したこともあった。

## 代表歴

### 出場大会
- ドイツ代表
  - 1994 FIFAワールドカップ (ベスト8)

### 試合数
- 国際Aマッチ 30試合 2得点（1994年-1998年）[2]

| ドイツ代表 | 国際Aマッチ | 国際Aマッチ |
| 年         | 出場        | 得点        |
| ---------- | ----------- | ----------- |
| 1994       | 7           | 1           |
| 1995       | 6           | 0           |
| 1996       | 7           | 0           |
| 1997       | 6           | 1           |
| 1998       | 4           | 0           |
| 通算       | 30          | 2           |